# Glasfasernetz

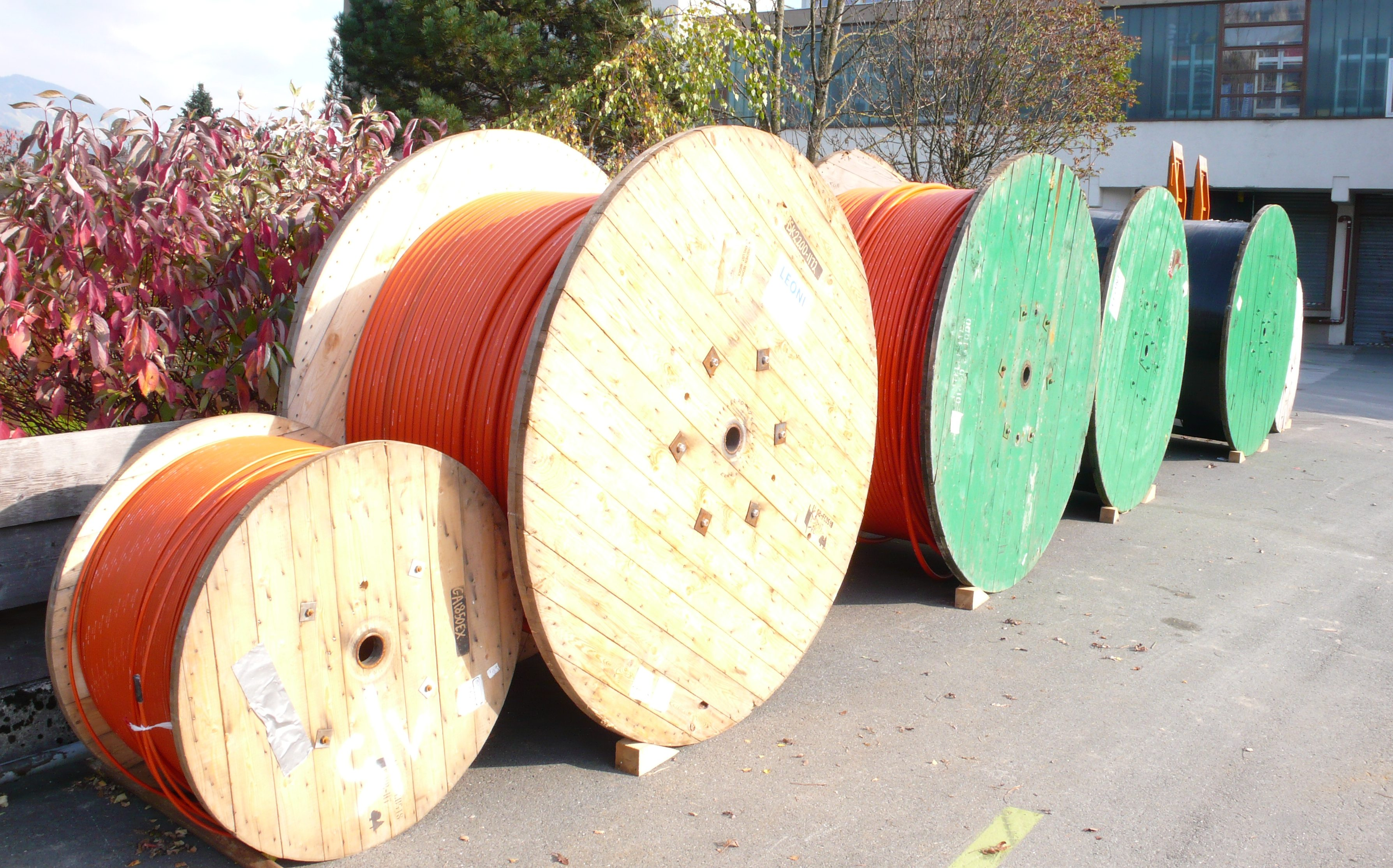
Glasfaser-Leerrohre für Einblastechnik

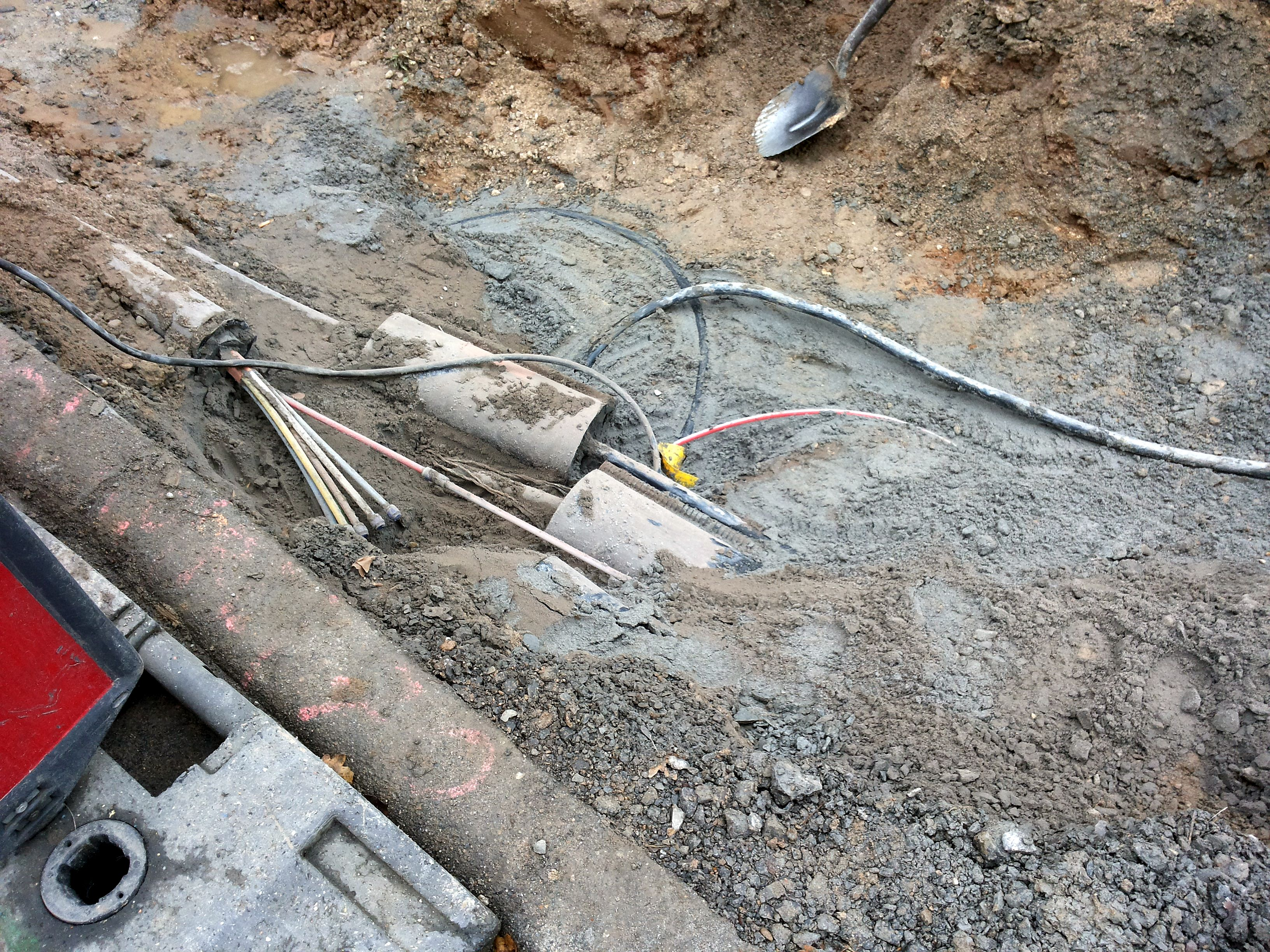
Im Boden verlegte Leerrohre für Glasfaserkabel

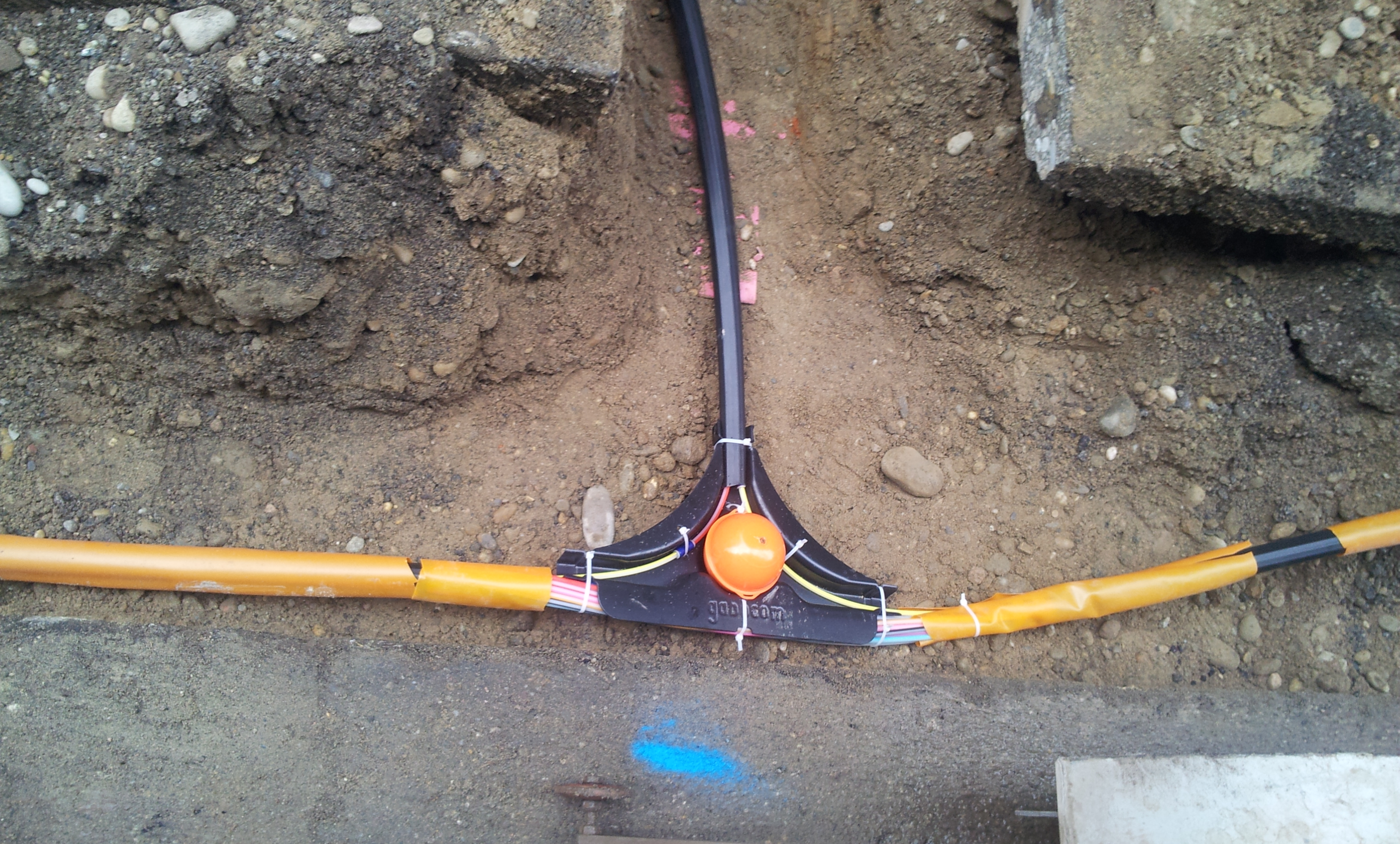
Leerrohrabzweig zu einem Gebäude für Fibre-to-the-Building

Piktogramm auf Glasfaserkabel der Telekom Deutschland

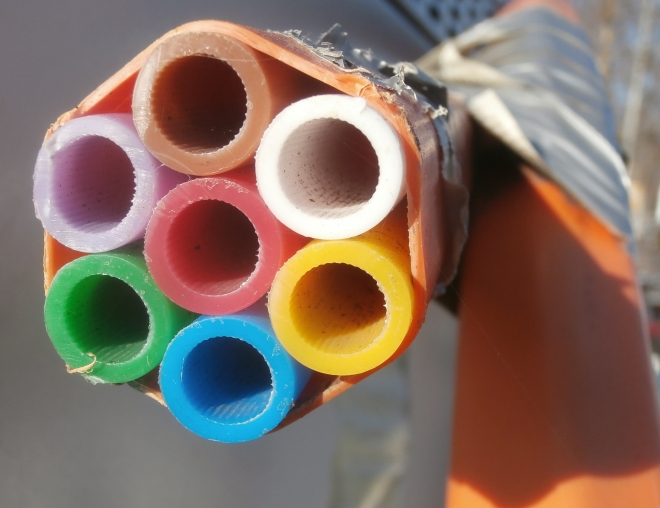
Querschnitt von sieben gebündelten Leerrohren (Speedpipes) mit einem Durchmesser von 12 mm, durch die später die Glasfaserkabel geblasen werden

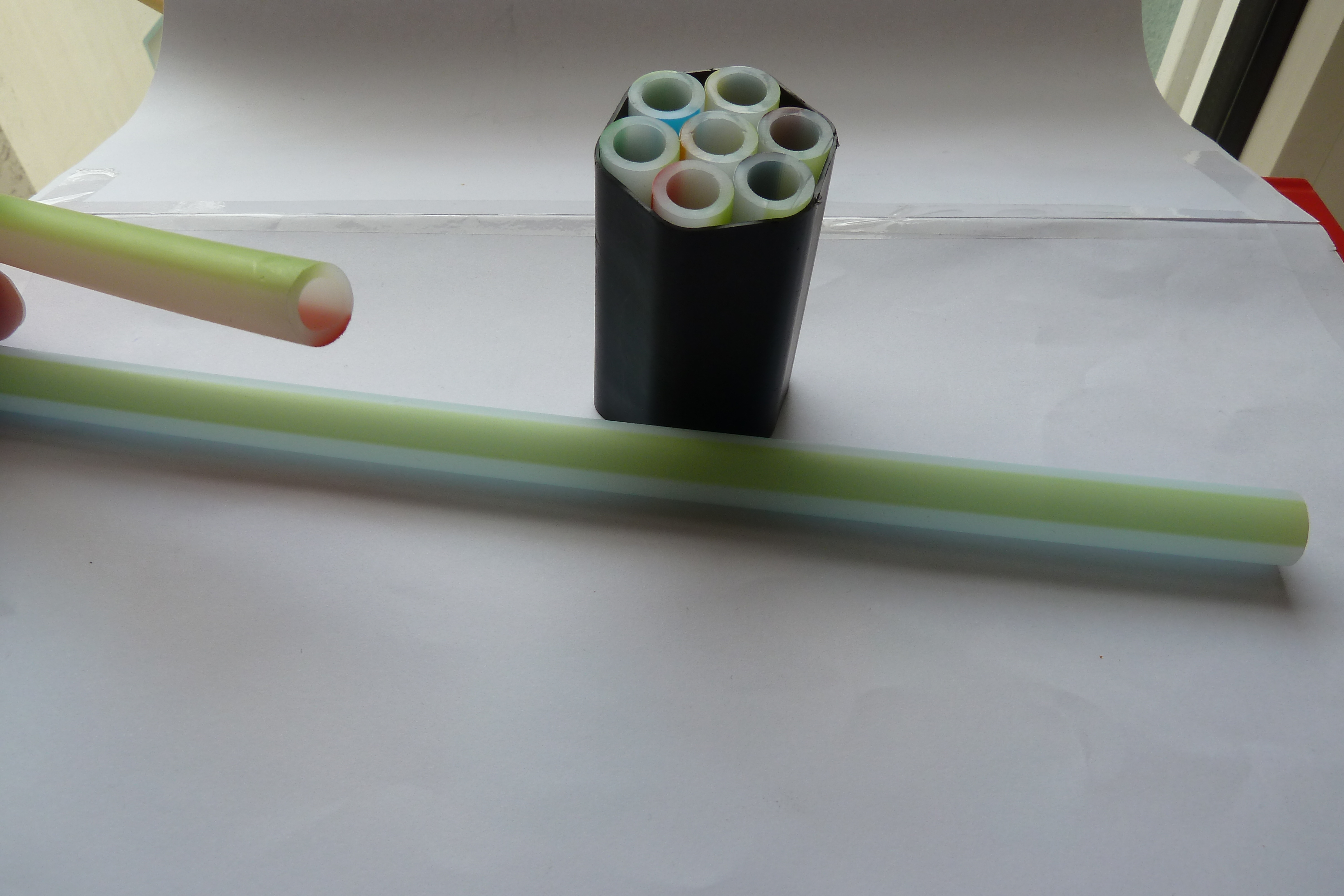
Einzelne Leerrohre im Vergleich zu dem Querschnitt, gut zu erkennen sind die unterschiedlichen Farbmarkierungen, die das einfache Verlegen und Abzweigen ermöglichen

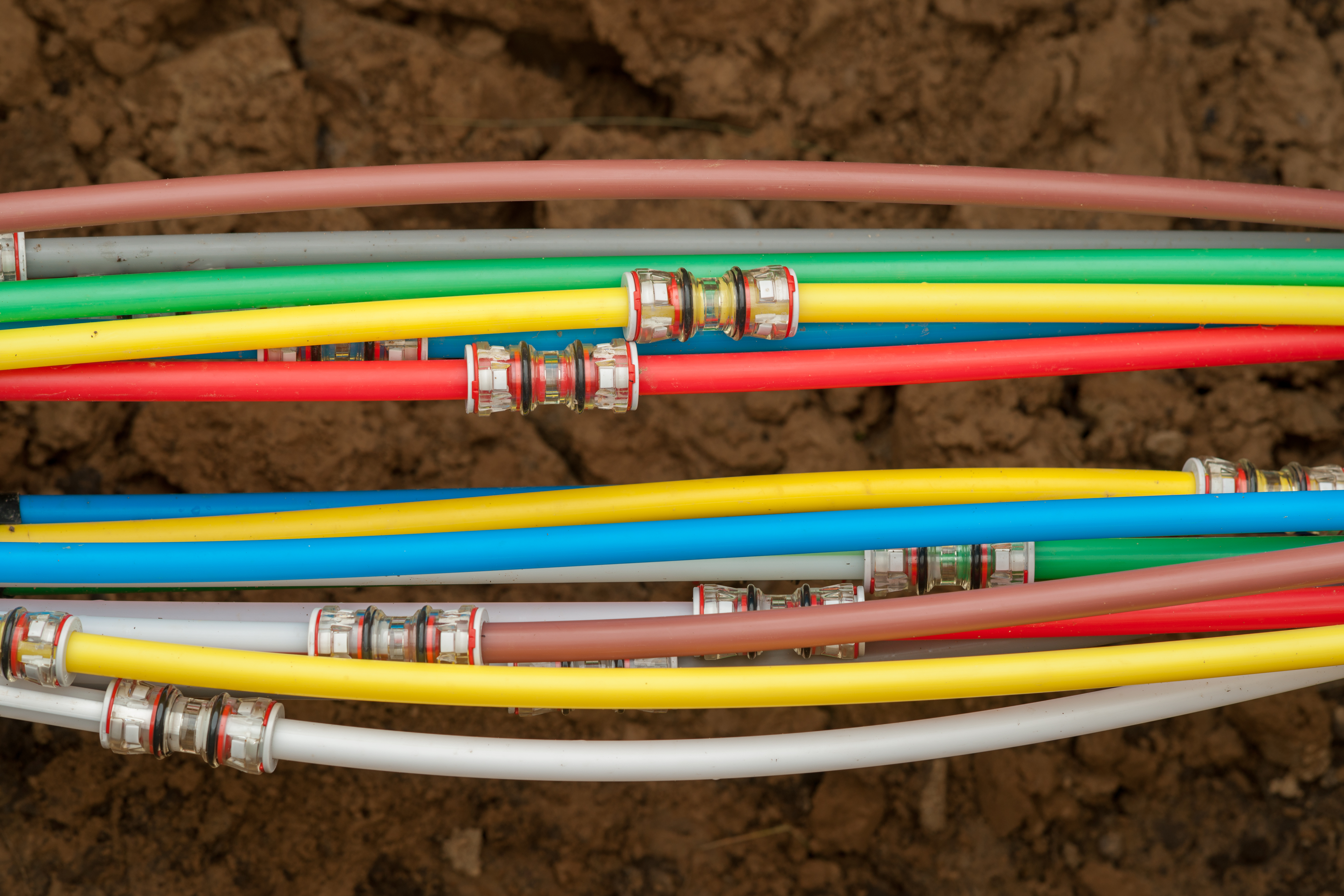
Die hier per Horizontalspülbohrverfahren verlegten ca. 100 m langen Leerrohre werden in der Grube durch Kupplungen verbunden.

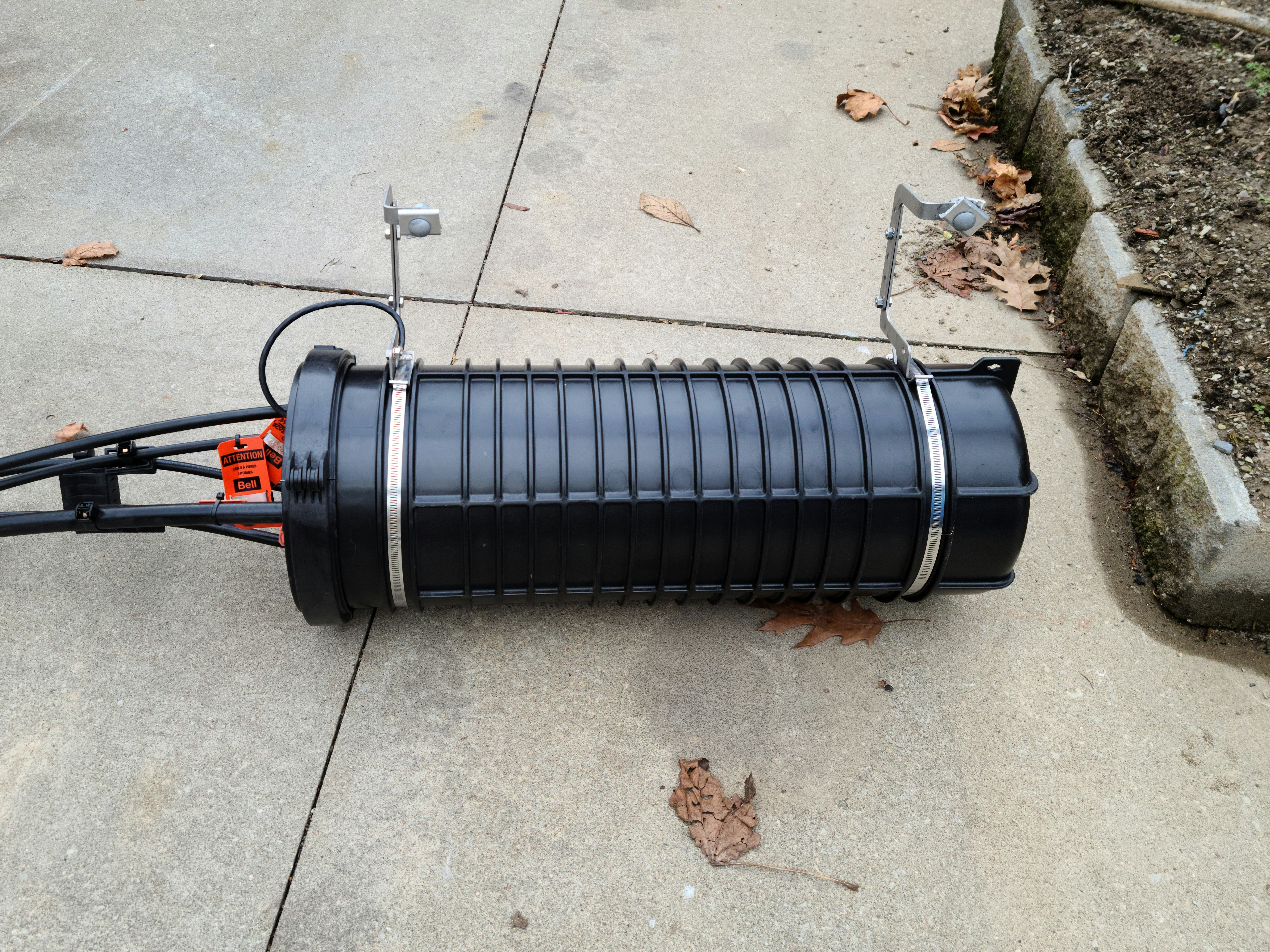
Eine Glasfasermuffe kann in Kabelschächten, in Straßenschränken, an Freileitungen und Masten sowie direkt im Sandboden eingesetzt werden, um Glasfaserkabel miteinander zu verbinden.

Ein Glasfasernetz, auch photonisches Netz, ist ein Übertragungsmedium zur Datenkommunikation in Form einer Verbindung mehrerer Glasfaserkabel-Systeme (auch Lichtleiter) zu einem Netzwerk.

## Ausbaustufen und Verteilung
Bisher sind Glasfasernetze in den meisten Fällen nicht bis zum Verbraucher gelegt, also zu Privatkunden und Unternehmen, sondern bilden quasi das Rückgrat (Backbone) der Kommunikationsnetze, deren „letzte Meile“ dann meist die schon vorhandenen Telefon-Kupfer-Doppeladern oder Koaxialkabel sind. Dieses wird dadurch deutlich, dass die Netzebene 2, also das Netz, welches die einzelnen Hauptverteiler miteinander verbindet, praktisch schon komplett mit Glasfaserkabeln aufgebaut ist, während auf der letzten Meile fast immer noch eine Verkabelung über Kupferzweidrahtleitungen vorhanden ist. Beim Übergang von den Glasfaserkabeln in die Kupferleitungen wird das ankommende optische Signal in den entsprechenden Verteilerkästen durch Umwandler in ein elektrisches Signal transformiert, das bis in die jeweiligen Wohnungen weitergeleitet wird.
Im Zuge des erhöhten Bandbreitenbedarfs wurde das Ende der optischen Übertragung immer näher zum Kunden verlegt. Erste Versuche zur Orts- und Fernübertragungen per Glasfaser fanden in Deutschland schon ab 1981 in den Projekten BIGFON und BIGFERN statt. Umfassendere Glasfaser-Ortsnetze wurden von der Bundespost unter der Bezeichnung OPAL (Opal ’93) Anfang der 1990er Jahre mit Betriebsbeginn im Jahr 1993 installiert. Insbesondere in den Neuen Bundesländern sollte die nur rudimentär vorhandene Telefoninfrastruktur fortschrittlich ausgebaut werden. Aktuell werden als Architektur für zukünftige Glasfasernetze sowohl Active Optical Networks (AON) als auch Passive Optical Networks (PON) weiterentwickelt.
Beim Netzausbau durch Glasfaserkabel werden verschiedene Ausbaustufen (FTTx) abhängig vom Ort des Glasfasernetzabschlusses unterschieden:

### Fibre to the Node/Curb/Street

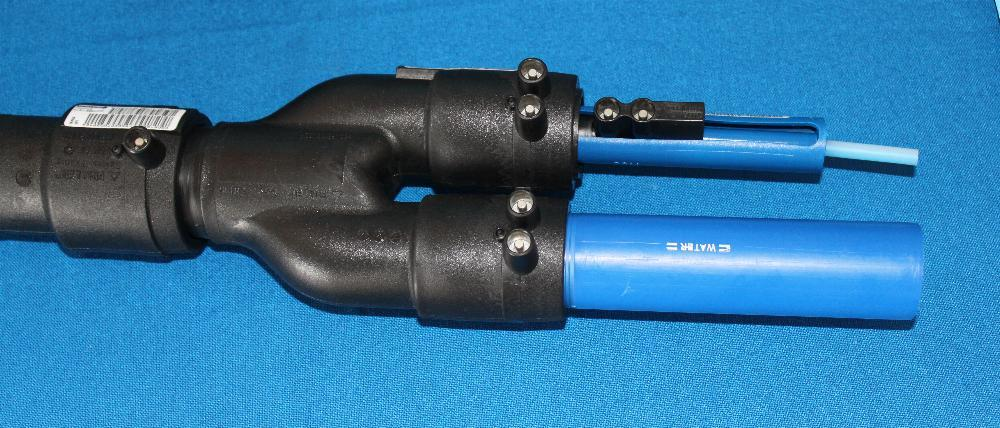
LWL-Hausanschluss über die Wasserleitung

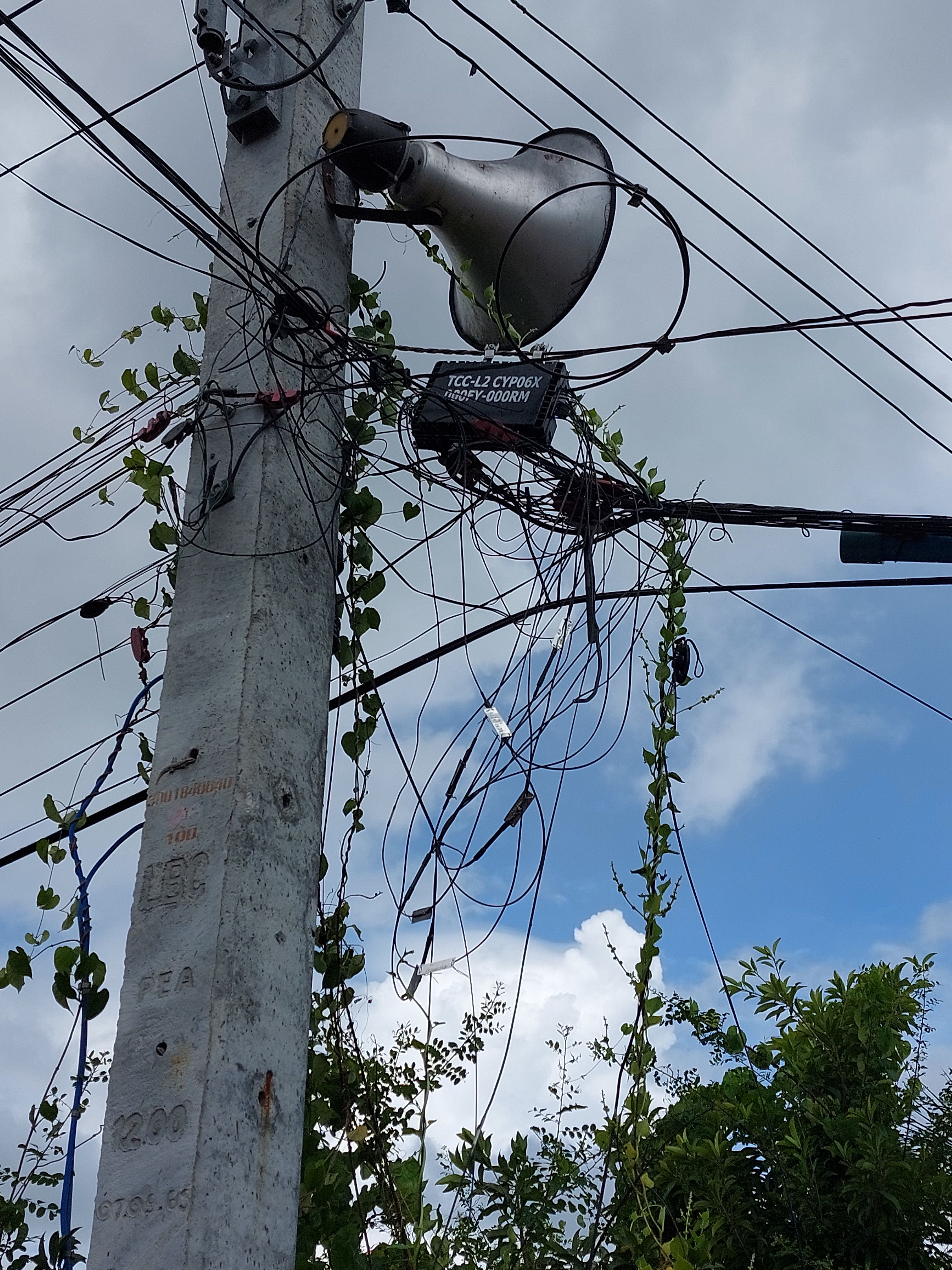
Gemischter Glasfaser- und Telefonverteiler in einer ländlichen Gegend in Thailand

Als FTTN (englisch fibre to the node, fibre to the neighborhood), FTTC (engl. fibre to the curb, ‚Faser an den Randstein‘; in die Nähe des Teilnehmers) oder FTTS (englisch fibre to the street) wird das Verlegen von Glasfaserkabeln bis zum nächsten Verteiler, dem Kabelverzweiger, bezeichnet. Hier werden also entsprechend die sogenannten Hauptkabel von Kupfer auf Glasfaser hochgerüstet bzw. durch Glasfaserkabel ergänzt.
So sind zum Beispiel die VDSL2-Angebote der Telekom Deutschland und der Swisscom als FTTN zu kategorisieren.
Die FTTN-Technik ist wie alle anderen FTTL-Techniken eine Glasfaseranschlusstechnik, bei der die Glasfaser im Anschlussbereich zwischen Ortsvermittlungsstelle und dem Schaltverteiler geführt wird. Dort erfolgt über die Optical Network Unit (ONU) eine Signalumsetzung und die weitere Übertragung zum Teilnehmeranschluss über Kupferkabel. Die überbrückbare Entfernung liegt bei ca. 500 m; die Datenrate liegt im Upstream zwischen 2 Mbit/s und 12 Mbit/s und im Downstream zwischen 25 Mbit/s und 52 Mbit/s.
Ein derart aufgebautes Zugangsnetz wird hybrides Zugangsnetz genannt, die Teilnehmeranschlussleitung hybride TAL. Eine veraltete Form eines FTTN-Netzes stellt HYTAS-Outdoor dar, welches keine breitbandige Nutzung ermöglicht.
Auch Kabelnetzbetreiber wie zum Beispiel Vodafone  (ehemalig Unitymedia) nutzen die Fibre-To-The-Node-Technik. Hierbei werden die Fernseh- und Radioprogramme sowie Internetverbindungen bis zum Verteiler herangeführt und von dort über Koaxialkabel bis zum Kunden gebracht.
In den meisten Fällen werden jedoch keine vollständigen FTTC-Netze gebaut. D. h., es wird nur ein Teil der Kabelverzweiger mit Glasfaser angeschlossen, der andere Teil wird über neue Kupfer-Quer-Kabel angeschlossen.

### Fibre to the Distribution Point
Unter FTTdp (engl. fibre to the distribution point) versteht man die Glasfaserverkabelung bis zu der Kabelstange bzw. zum Kabelschacht (engl. Manhole) in der Straße. Damit werden die Kupfer-Leitungslängen noch weiter verkürzt als bei FTTC. Denn der DSLAM, oder auch CAN genannt, befindet sich im Gegensatz zu FTTC in einem wasserdichten, gehärteten Gehäuse im Schacht oder an der Telefonstange selbst, wo er mit den Kupferkabeln, die zu den Wohneinheiten führen, verbunden ist.
Manche Hersteller, wie z. B. Huawei oder Alcatel-Lucent, nennen diese gekapselten, wasserdichten DSLAMs auch micro CAN, da sie mit maximal 48 xDSL-Ports ausgerüstet sind und daher nur wenige Anschlüsse bedienen. Die micro CANs werden mit Gleichspannung über die bestehenden Kupferkabel mit Strom versorgt, da im Schacht oder an der Kabelstange meistens kein Stromanschluss zur Verfügung steht. Die Glasfasern selbst verlaufen also vom Schacht/von der Telefonstange bis zu der Ortszentrale, wo sie an einem Aggregator angeschlossen sind. Dieser wiederum bündelt die Datenleitungen und leitet den Datenverkehr weiter ins Backbone-/Core-Netz.
Gewisse Netzbetreiber, wie z. B. die Swisscom, sprechen auch von FTTS (engl. fibre to the Street).

### Fibre to the Basement/Building
Als FTTB (engl. fibre to the basement oder fibre to the building) wird das Verlegen von Glasfaserkabeln bis ins Gebäude bezeichnet. Dabei werden Lichtwellenleiter beispielsweise bis in die Hauskeller verlegt. Durch moderne Verbindertechniken können die LWL über schon vorhandene Gas- oder Wasser-Anschlüsse ins Haus geführt und so aufwendige Tiefbauarbeiten vermieden werden. Im Haus können die Signale dann über vorhandene Kupferleitungen und VDSL-Technik bzw. G.fast – alternativ auch über Koaxialkabel und Kabelmodem (DOCSIS) – in die Wohnungen oder Geschäftsräume geführt werden, wodurch dann als Router/Modem vom Kunden ein Gerät verwendet wird, das dieser Technik entspricht, kein Glasfaser-Router/Modem. Wahlweise erfolgt die Weiterführung innerhalb des Gebäudes auch per Ethernet. Dieses entspricht der Stufe der Verzweigungskabel.

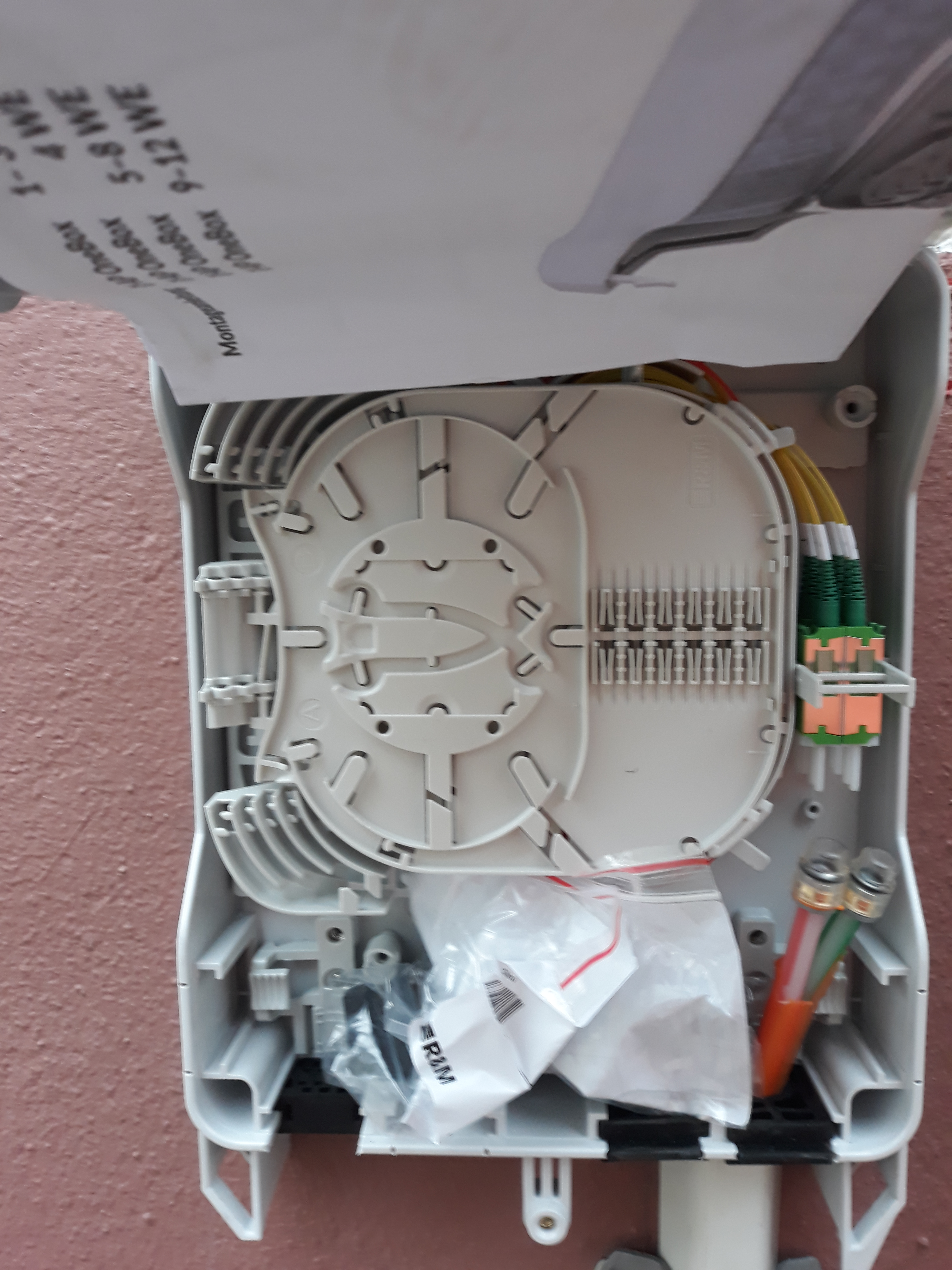
Geöffnetes Gehäuse eines Glasfaserabschlusspunkts (Gf-AP, noch nicht final angeschlossen) der Telekom Deutschland von 2018. Installationsort: Gebäudeaußenwand

### Fibre to the Home
Als FTTH (engl. fibre to the home oder Fibre all the way to the Home) bezeichnet man das Verlegen von Lichtwellenleitern bis in die Wohnung des Teilnehmers bzw. unmittelbar zum Kunden. Ein wichtiger Bestandteil ist dabei FITH (engl. fibre in the home), worunter man das fiberoptische Netzwerk innerhalb des Hauses versteht. Häufig kommen dort biegeunempfindlichere Fasern zum Einsatz, die eine Verlegung in bestehenden Rohren oder Kanälen ermöglichen. Kabel mit diesen Fasern sind oft nur 3 mm dick (oder dünner) und können in einem Radius von 15 mm (spezifiziert nach ITU G.657A) verlegt werden. In der Wohnung werden diese Kabel in einer optischen Telekommunikationssteckdose (OTO, Optical Telecommunications Outlet) aufgenommen und auf LWL-Kupplungen geführt. Von dort werden sie mit einem Glasfaseranschlusskabel mit der Endeinrichtung (z. B. einem Router) verbunden. Das Lichtsignal wird dort in elektrische Signale umgewandelt und über gängige Verkabelungen (z. B. RJ-Steckverbindung) weiter verteilt. Die Datenübertragungsrate liegt bei über 1 Gbit/s im Downstream. Seit 2021 sind in der Schweiz auch Zugänge mit 25 Gbit/s symmetrisch (up/down) verfügbar.

### Fibre to the Loop
Als FTTL (engl. fibre to the loop) wird das Verlegen bis zum Teilnehmer bezeichnet. Sie entsprechen daher bereits der sogenannten Netzebene 4. FTTL-Anbindungen verlegen vor allem die Unternehmen Siemens und Alcatel-Lucent.

### Fibre to the Desk
Als FTTD (engl. fibre to the desk, auf Deutsch: Glasfaser bis zum Schreibtisch) bezeichnet man die Netzwerkverkabelung eines Bürogebäudes oder Campus mit Lichtwellenleitern bis zu den Netzwerkdosen in den einzelnen Büros.

## Vor- und Nachteile
Es gibt einige Vor- und Nachteile der Installation von Glasfasernetzen gegenüber der Installation von Kupfernetzen sowie Richtfunkverbindungen.

### Vorteile
- Energieeffizienter Netzbetrieb: Große Bestandteile heutiger Glasfasernetze sind passiv und benötigen zur Signalübertragung nur an wenigen Punkten eine aktive Stromversorgung. Im Vergleich zum DSL- und Kabelfernsehnetz werden erheblich weniger aktive Verstärkerpunkte benötigt.[10]
- Galvanische Trennung: Da Glas elektrisch nichtleitend ist, sind auch Fehlerströme durch fehlerhafte Elektroinstallationen, defekte Geräte und Blitzeinschläge ausgeschlossen. Bei einem Kupferkabel kann im Fehlerfall über die Abschirmung des Kabels ein Strom fließen, der angeschlossene Geräte beschädigen und bei sehr hohen Strömen einen Brand auslösen kann.
- Geringere Übertragungsverluste: Im Vergleich zu kupferbasierten Leitungen ermöglichen leistungsstarke Transceiver in Verbindung mit einer Singlemode Glasfaser das Überbrücken von größeren Distanzen – bis zu über 100 Kilometer.[11]
- Glasfaserkabel gelten als zukunftssichere Technik, weil kein anderes Übertragungsmedium höhere Datenübertragungsraten ermöglicht.
- Glasfaserkabel bieten eine hohe Abhörsicherheit. Zum Abhören ist es üblich, die Faser zu biegen, damit ein Teil des im Faserkern übertragenen Lichts nach außen dringt. Dies erzeugt eine Dämpfung des Signalpegels, welche wiederum mit einem dauerhaft eingeschliffenen OTDR-Messgerät überwacht und detektiert werden kann.

### Nachteile
- Über Glasfaserkabel ist keine Stromübertragung möglich. Anders als bei früheren Technologien wie POTS oder ISDN muss für die Ausfallsicherheit eine eigene Unterbrechungsfreie Stromversorgung bereitgestellt werden.
- Gegenüber mechanischen Belastungen sind Glasfaserkabel deutlich empfindlicher als Kabel aus Kupfer.
- Bei Glasfasersteckern können geringste Mengen Schmutz (wie z. B. Hausstaub oder Hautfett) auf der Ferrule zu vollständigem Signalverlust führen. Eine Reinigung ist möglich, aber für technische Laien kaum fachgerecht durchzuführen.
- Anders als bei absolut gerade verlaufenden Richtfunkstrecken sorgt die Kabelgebundene Signalübertragung per Glasfaser für Verzögerungen im Mikrosekundenbereich, da die im Erdreich verlegten Kabel immer etwas länger sind als eine direkte Sichtverbindung.[12]
- In der Netzebene 5 (Wohnungsnetz) würde ein kompletter Verzicht auf Kupferkabel dazu führen, dass Power-over-Ethernet-Geräte wie IP-Kameras oder WLAN-AccessPoints wieder an einer Steckdose samt Netzteil betrieben werden müssten. Zudem müsste für den Betrieb herkömmlicher Geräte wie z. B. Desktop-Computer, die nicht über eine Glasfaser- oder WLAN-Schnittstelle verfügen, jeweils ein Medienkonverter vorgeschaltet werden.
- Kosten
- In der Regel wird die Bandbreite, bspw. bei der weitverbreiteten GPON-Technik 2,5 Gbit/s, zwischen bis zu 64 Nutzern geteilt. In Spitzenzeiten, wenn ein Großteil der 64 Nutzer datenintensive Dienste nutzt, kann daher die Geschwindigkeit stark sinken. Der Grund ist, dass typischerweise nur ein Glasfaserkabel für ein Gebiet mit mehreren Nutzern verlegt wird, während die alten Kupfer-Telefonkabel (DSL) aufgrund ihrer ursprünglichen Funktionsweise für jeden Anschluss einen eigenen Leiter haben, sodass immer die volle Bandbreite zur Verfügung steht.

## Kosten und Wirtschaftlichkeit
Die Kosten eines flächendeckenden Glasfaserausbaus hängen wesentlich von den Entfernungen zwischen den Haushalten ab. Der flächendeckende Glasfaserausbau in der Schweiz würde zwischen 21 und 24 Milliarden Franken (rund 22,3 bis 25,5 Mrd. Euro (Wechselkurs vom 14. August 2025)) kosten, für 60 % der bewohnten Gebiete kostet er hingegen nur 8 bis 9 Milliarden Franken (rund 8,5 bis 9,6 Mrd. Euro). In der Schweiz können ca. 70 bis 80 % der Haushalte wirtschaftlich mit Glasfaser versorgt werden. In Deutschland schätzt man die Kosten für einen flächendeckenden Ausbau von Glasfaserkabeln auf 70 bis 80 Milliarden Euro.
Der Glasfaserausbau in der sogenannten Netzebene 4 (Inhouse-Verkabelung / gebäudeinterne Verkabelung) ist eine besondere Herausforderung, denn die einzelnen Gebäude haben unterschiedliche Eigentümer- und Wohnsituationen. Mit dem Glasfaserbereitstellungsentgelt, der Modernisierungsumlage und dem Mitnutzungsentgelt wurden drei Refinanzierungsmodelle für gebäudeinterne Glasfasernetze (Netzebene 4) eingeführt, die mit dem am 1. Dezember 2021 in Kraft getretenen modernisierten Telekommunikationsgesetz (TKG) einhergehen. Das bislang für die Finanzierung von gebäudeinternen Netzinfrastrukturen geltende Nebenkostenprivileg wird nach einer Übergangsfrist ab dem 1. April 2024 entfallen.

## Situation in Europa
In einigen Ländern Europas sind FTTH-Anschlüsse noch kaum verbreitet. Immerhin wurden aber gerade in Ballungsräumen schon einige Projekte mit mehreren 100.000 angeschlossenen Endkunden verwirklicht. In Skandinavien und Italien sind die meisten Anschlüsse zu vermelden. In Zürich wurde per Volksabstimmung eine stadtweite FTTH-Verlegung beschlossen. Dort sind es überwiegend Versorgungsunternehmen und Gemeinden, die die Bedeutung einer guten Kommunikationsinfrastruktur erkannt und entsprechende Netze kommerziell erfolgreich aufgebaut haben.

### Deutschland

#### Entwicklung
Vor 2001 wurden viele Städte der neuen Bundesländer für das ISDN-Netz mit Glasfasern, die häufig direkt zu den Teilnehmern geführt wurden, versorgt. Während dieses Vorhaben das Glasfasernetz rasant ansteigen ließ, sorgte es später für Probleme mit der Einführung der ersten DSL-Anschlüsse. Diese Erfahrung bremste den Ausbau der Glasfasernetze zunächst. Daneben bestanden im Westen sehr großflächige Fernsehkabelnetze, die herangezogen werden konnten für unterschiedliche Kommunikationsdienstleistungen (BIGFON, Breitbandiges integriertes Fernmelde-Ortsnetz). Die anfangs verlegten Netze in OPAL-Technik sind in der Berechnung der Glasfasernetze typischerweise nicht oder nur geringfügig (Backbone) enthalten, da sich die Leitungen von heutigen unterscheiden.
Noch 2006 betrug die Länge des deutschen Glasfasernetzes nur etwa 340.000 km. Von diesen lagen mit rund 200.000 km Glasfaserkabel rund 60 Prozent im Großraum Berlin.
Da Glasfasernetze mittlerweile selbst durch namhafte Studien als Zukunftstechnik erkannt wurden, hat der Breitbandausbau seither überaus beachtliche Fortschritte gemacht: Inzwischen sind Internetzugänge mit Datenübertragungsraten im Downstream (ugs. „Downloadrate“) von wenigstens bis zu 50 Mbit/s für 75,5 % aller Haushalte in Deutschland verfügbar (Stand: Ende 2016). Ende 2010 hatten noch weniger als 40 % Zugang zu solchen Internetverbindungen.
Insgesamt fällt jedoch auf, dass vor allem im ländlichen Raum noch keine lückenlose Breitbandversorgung hergestellt werden konnte. Während städtische Gebiete inzwischen nahezu vollversorgt sind, verfügte Ende 2016 in ländlichen Bereichen erst jeder Dritte über einen Internetzugang mit Downloadraten von bis zu 50 Mbit/s.
Vor diesem Hintergrund beabsichtigte die Bundesregierung kurzfristig mit ihrer Digitalen Agenda, bis 2018 allen Haushalten zumindest den Zugang zu Downloadraten von bis zu 50 Mbits zu eröffnen. Zu beachten ist dabei, dass Ende 2016 nur etwa 7 % der inzwischen bereitgestellten schnellen Internetzugänge auf FTTH-Technik zurückgegriffen haben. Dies entspricht gerade einmal 2,7 Millionen Anschlüssen.
Ein Großteil der neu geschaffenen Verbindungen mit Downloadraten von bis zu 50 Mbits wird hingegen durch Vectoring der Telekom Deutschland bzw. eine FTTC-Lösung erreicht. Grund hierfür ist unter anderem, dass das Breitbandförderprogramm des Bundes technikneutral gestaltet ist und FTTC-Ausbauvorhaben ebenso bezuschusst wie FTTH-Netzerschließungen.
Gleichwohl wird seit geraumer Zeit der FTTH-Ausbau zunehmend forciert: Schon 2011 gab die Telekom Deutschland im Rahmen der CeBit 2011 bekannt, dass sie den Ausbau eines FTTH-Netzes in den Städten Braunschweig, Brühl, Hannover, Hennigsdorf, Neu-Isenburg, Kornwestheim, Mettmann, Offenburg, Potsdam und Rastatt beginnen und bis Ende 2011 deutschlandweit 160.000 Haushalte erschließen wird. Nach mehrfachen Verzögerungen wurden entsprechende Tarife für die Nutzung von FTTH im August 2012 veröffentlicht.
Nachdem inzwischen eine weitreichende Netzanbindung mit Downloadraten von mindestens 50 Mbit/s erreicht wurde, war es ferner das erklärte Ziel aller etablierten Parteien, nach der Bundestagswahl 2017 den Breitbandausbau weiter in Richtung Gigabitgesellschaft voranzutreiben. Im Juli 2018 veröffentlichte das BMVI seine überarbeitete Richtlinie für die Breitbandförderung. Hierunter förderte der Bund nur noch den Ausbau von FTTB- bzw. FTTH-Netzen; umgekehrt wurden für solche Projekte die maximalen Fördersummen deutlich angehoben.
Seit Verabschiedung einer Gigabitstrategie im Juli 2022 ist das Ziel der Bundesregierung, dass bis 2025 50 % und bis 2030 100 % der Haushalte und Unternehmen Glasfaseranschlüsse nutzen können.
Seit 2022 nimmt in Deutschland der eigenwirtschaftliche Glasfaserausbau, der ohne staatliche Förderungen auskommt, Fahrt auf. Die Ausbauquote liegt Mitte 2024 bei 43,2 %.

#### Hauptsächliche Netzbetreiber
Eigentümer und Betreiber der Glasfasernetze in Deutschland sind vornehmlich Unternehmen aus den Bereichen Telekommunikation, Kabelfernsehen und Energieversorgung. Sie haben bereits sehr früh begonnen, parallel zu Hochspannungsleitungen bzw. mit diesen zusammen Glasfaserkabel zu verlegen, um Ausbaukosten zu sparen. Die so entstandenen Glasfasernetze nutzen die Eigentümer teilweise selbst und vermieten sie teilweise an andere Telekommunikationsunternehmen (siehe auch Bitstromzugang).
Größter Eigentümer von verlegten Glasfaserkabeln (Glasfaserstraßen-Kilometer, diese können jedoch durchaus eine Anzahl von einzelnen Glasfaseradern enthalten) in Deutschland ist mit ca. 800.000 km die Telekom Deutschland (Stand Dezember 2024). Im Vergleich zu Telekom Deutschland abgeschlagen, jedoch mit über 160.000 km ein sehr großer Eigentümer von Glasfasernetzen ist Vodafone mit seinem Hybrid-Fibre-Coax-Netz (HFC). Das größte alternative Glasfasernetz in Deutschland unterhält 1&1 Versatel mit einer Gesamtlänge von über 52.000 km (Stand März 2022). Daneben hat eine Vielzahl von regionalen Anbietern, die sogenannten City-Carrier, ebenfalls eigene Glasfasernetze aufgebaut. So hat zum Beispiel NetCologne in Köln und Umgebung mittlerweile insgesamt über 25.000 km Glasfaser für Fibre-to-the-building gelegt. Die Colt Technology Services verfügt über ein über 3.700 km langes Netz (europaweit über 46.000 km). In München baut die Kommunikationssparte der Stadtwerke, M-net, seit 2007 ein Glasfasernetz auf und erreicht 2021 bereits 630.000 Haushalte, und somit ca. 70 % der Haushalte.

#### Bürgerinitiativen
Im ländlichen Raum wird der FTTH-Ausbau teilweise unter großem Engagement der ortsansässigen Bevölkerung realisiert:
Im Kreis Nordfriesland in Schleswig-Holstein etwa gründete sich am 1. Februar 2012 in dieser Form Deutschlands erste Gesellschaft mit Bürgerbeteiligung (BürgerBreitbandNetz GmbH & Co. KG; BBNG). Ziel dieser Gesellschaft ist die Realisierung eines Glasfasernetzes im südlichen Nordfriesland unter anderem finanziert durch Privatpersonen, Unternehmen und Kommunen. Angestrebt werden ca. 20.000 Anschlüsse, zum Stand Ende 2019 hat die BBNG mehr als 8.000 Kunden für ihr Glasfasernetz gewonnen. Im Jahr 2010 gründete sich die Breitbandnetz GmbH & Co. KG in Breklum für den Ausbau eines Glasfasernetz im mittleren Nordfriesland. Zum 6. September 2017 waren bereits über 9.300 Häuser mit einer maximalen Übertragung von 1 Gbit/s angeschlossen. Das FTTH-Ausbaugebiet war zu diesem Zeitpunkt noch nicht komplett erschlossen.
In Eichenzell im Landkreis Fulda wurde das erste FTTH-Bürgernetz in Betrieb genommen. 2016 sind alle Ortsteile der ländlichen Gemeinde mit maximal 1000 Mbit/s im Downstream angeschlossen. Das Bürgerprojekt finanziert sich allein über die Beiträge der Teilnehmer und benötigt keine öffentlichen Zuschüsse.
In der Stadt Hamminkeln am Niederrhein haben die Außenbereichsanwohner des Ortsteils Loikum in Eigenarbeit ca. 100 km Glasfaserkabel auf ca. 25 km Streckenlänge verlegt. Dazu entwickelten sie einen lenkbaren Kabelpflug, mit dem die Kabelbündel schnell und kostengünstig in den Boden gebracht wurden. Das fertige Netz wird von der Deutschen Glasfaser betrieben, die sich auf den ländlichen Raum konzentriert.

#### Neuere Entwicklungen

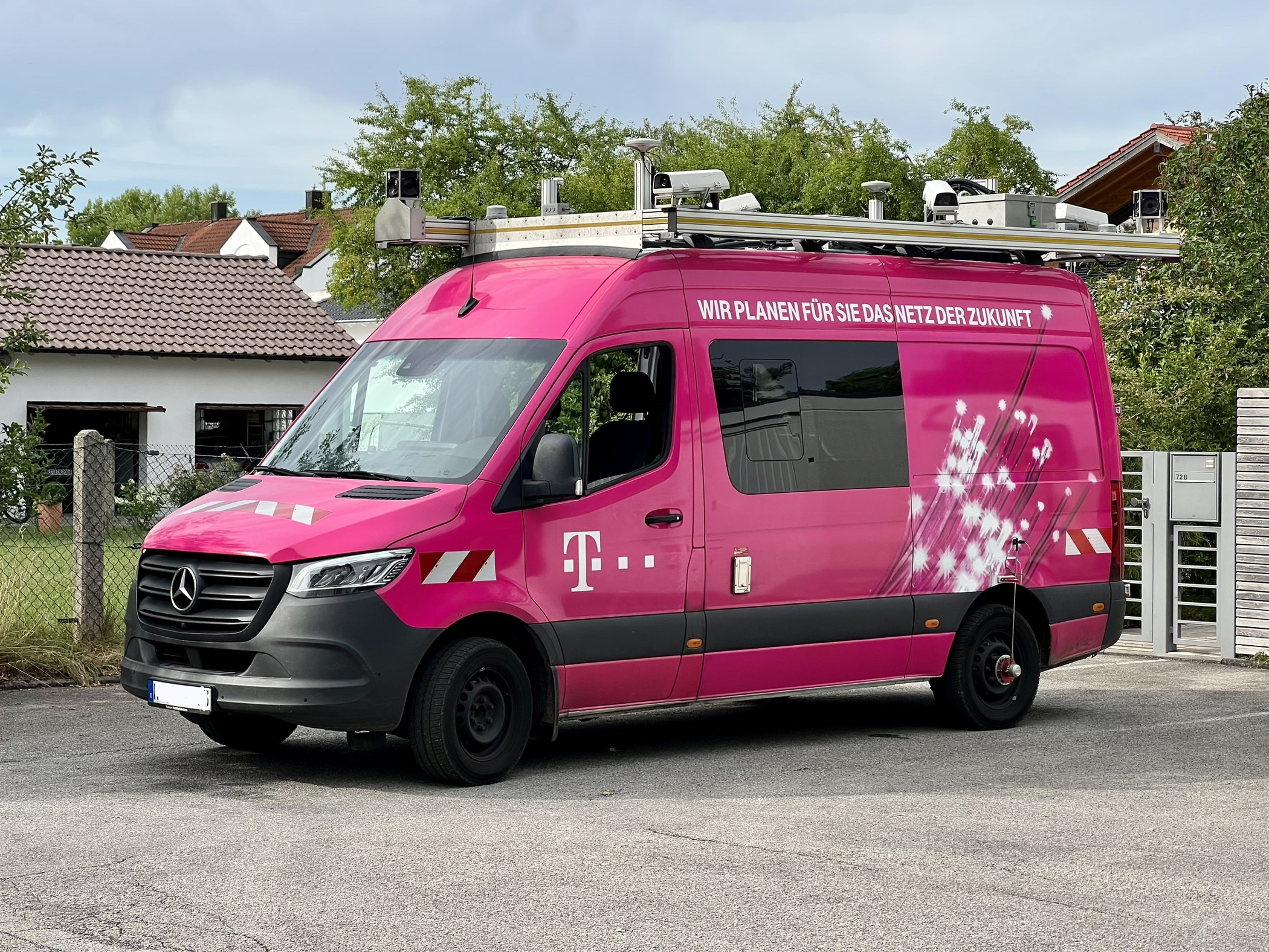
T-Car Messfahrzeug der Deutschen Telekom für den Glasfaserausbau

Inzwischen gibt es eine Reihe von Unternehmen im Bereich des FTTH-Ausbaus, oft derart, dass eine deutsche Firma den Ausbau organisiert und ein internationaler Investor die Investitionsmittel zur Verfügung stellt. Beispielgebend war dabei wohl die Deutsche Glasfaser (Investor: schwedische Investitionsgruppe EQT und der kanadische Pensionsfonds Omers, 7 Mrd. € für die nächsten Jahre), welche bis Ende 2020 knapp eine Million FTTH-Anschlüsse verlegt hat. Der Schwerpunkt lag hierbei ursprünglich auf dem Glasfaserausbau im ländlichen Raum ohne Fördermittel. Die EWE baut in Niedersachsen im Rahmen einer symmetrischen Kooperation mit der Deutsche Telekom AG (1 Mrd. € je Partner) aus. Laut VATM war Ende 2020 mehr als die Hälfte von knapp 42 Mio. Haushalten mit bis zu 1 Gbit/s schnellem Kabel versorgt.
Als problematisch stellt sich der Überbau von Gebieten dar, wo dort, wo bereits ein Glasfasernetz vorhanden ist, ein anderer Anbieter ebenfalls ein Glasfasernetz bauen möchte, bzw. dies ankündigt.

### Österreich
2009 wurden von der Telekom Austria erste Tests mit Glasfaser in Österreich angekündigt. Als Testregionen wurden Villach, Klagenfurt sowie der 15. und 19. Wiener Gemeindebezirk (Fünfhaus und Döbling) ausgewählt.
Im März 2011 konnten der 15. und 19. Wiener Bezirk als erste Gebiete in Österreich von der Telekom Austria mit FTTH versorgt werden, bereits 2010 waren Villach und Klagenfurt mit FTTC angebunden. Die höchsten allgemein verfügbaren Datenübertragungsraten waren mit 100 Mbit/s deutlich niedriger als im Ausland. Bis Ende 2011 sollten 2 Millionen Haushalte (die Hälfte aller Haushalte Österreichs) und Gewerbetreibende im sogenannten Telekom Austria Giganetz versorgt worden sein.
Die Energie AG Oberösterreich betrieb 2016 das größte Glasfasernetz Oberösterreichs unter der Marke PowerPrimenet, der Ausbau von FTTH-Anschlüssen für Privatkunden läuft seit Anfang 2014 unter der Marke PowerSPEED. Das Glasfasernetz der Fa. Infotech EDV Systeme GmbH im oberösterreichischen Ried im Innkreis hat eine Gesamtlänge von 2000 km. Der Kabelnetzbetreiber Magenta Telekom betreibt ein Glasfaser-Koax-Netz in Österreich mit Datenraten bis zu einem Gigabit pro Sekunde. Per Ende 2021 bot Magenta Telekom rund 1,5 Millionen Gigabit-Anschlüsse und versorgte somit knapp ein Drittel aller österreichischen Haushalte und Betriebe mit Gigabit-Internet. Unter der Marke Blizznet betreibt und erweitert die Wien Energie in Wien ein Glasfasernetz für FTTH-Zugänge nach dem „Open Access Network“-Modell. Im momentanen Ausbauzustand wurden hauptsächlich Teile der südlichen und östlichen Bezirke erschlossen. 2010 verfügte die Wien Energie über 1241 km Glasfasernetz. Nach eigenen Angaben von Wien Energie umfasst das Netz mittlerweile mehr als 2000 km.
Im Bundesland Niederösterreich wird seit 2015 der Ausbau eines flächendeckenden Glasfasernetzes vorangetrieben. Da insbesondere ländliche Regionen eher geringe Chancen haben, in den Genuss eines Ausbaus des Glasfasernetzes zu kommen, wurde die NÖGIG gegründet, die das Ziel der flächendeckenden Versorgung Niederösterreichs mit Breitbandinternet verfolgt. Zur Erprobung des so genannten „Niederösterreichischen Modells“, wurden fünf Modellregionen ausgewählt, in welchen der Breitbandausbau gegenwärtig erfolgt. Diese Modellregionen sind Thayaland, Triestingtal, Ybbstal und Waldviertler StadtLand. Laut einer Datenerhebung von Andrea Tony Hermann aus dem Econet-Team rund um Peter Filzmaier verfügten im ländlichen Raum im Jahr 2016 erst rund 2 % der Haushalte über Datenübertragungsraten von 100 Mbit/s. Als eine dieser Problemregionen wurde auch das Waldviertel genannt.
In der Steiermark gibt es die Steirische Breitband- und Digitalinfrastrukturgesellschaft m.b.H. (sbidi), diese ist eine hundertprozentige Tochtergesellschaft des Landes Steiermark, die im Jahr 2019 ins Leben gerufen wurde. Ihr Ziel ist es, die steirischen Regionen und Gemeinden im Bereich Breitband und Digitalinfrastruktur zu unterstützen und in Gebieten, in denen der Glasfaserausbau wenig vorangeschritten ist, Netze aufzubauen. Nach einer fünfjährigen Beratung von 150 Gemeinden und Erschließung von 30 Ausbaugebieten und Gewinnung von 4.100 Kunden kann von einem großen Erfolg gesprochen werden.
In Anlehnung an die aktuelle Breitbandstrategie des Bundes hat die Abteilung 12 Wirtschaft, Tourismus, Wissenschaft und Forschung – Referat Wirtschaft und Innovation als die zuständige Breitbandkoordinationsstelle des Landes Steiermark die „Breitbandstrategie Steiermark 2030“ entwickelt. Diese Strategie soll in den nächsten zehn Jahren umgesetzt werden und den Breitbandausbau in der Steiermark weiter vorantreiben. Die Breitbandstrategie Steiermark 2030 wurde am 5. März 2020 in der Landesregierung und am 5. Mai 2020 im Landtag beschlossen. Die strategischen Ziele beinhalten eine weitreichende Erweiterung, die auf den regionalen Breitbandmasterplänen oder dem umfassenden Masterplan für die Steiermark basiert. Das Ziel ist die Schaffung einer nachhaltigen und zukunftsfähigen Breitbandinfrastruktur, die bis 2030 eine FttH-Verfügbarkeit (Fiber-to-the-Home) von 100 % für kleine und mittlere Unternehmen sowie für größere Unternehmen und eine FttB-Verfügbarkeit (Fiber-to-the-Building) für 60 % der Wohnsitze in der Steiermark ermöglicht. Zusätzlich unterstützt die Landesregierung aktiv den Ausbau von 5G für frequenzerwerbende Unternehmen.
Die Glasfaser Netz Kärnten – GNK GmbH betreibt in Kärnten seit 2016 FTTH-Netze auf den Open-Access-Network-Prinzip und ist somit neutraler Netzbetreiber. Die Gemeinden Feistritz an der Gail, Dellach im Gailtal, Weißensee, Lesachtal, Zell und das Nassfeld sind bereits vollflächig erschlossen. Die Gemeinden Velden am Wörther See, Rosegg, Spittal an der Drau, Seeboden und der restliche Bezirk Hermagor sind teilweise ausgebaut und werden ständig erweitert.
Die RegionalKabelMölltal Ges.m.b.H betreibt im mittleren Mölltal im Bundesland Kärnten ein FTTH-Netz, in dem neben Datendiensten auch Kabelfernsehen und Telefonie angeboten wird. Derzeit sind die Gemeinden Mühldorf, Obervellach, Mallnitz, Flattach, Rangersdorf und Winklern erschlossen.
it & tel verfügt über ein eigenes Glasfasernetz in Österreich. Dieses Backbone-Netz hat eine Übertragungsrate von 1 bis 10 Gbit/s.
Der Glasfaserausbau in Österreich ist noch nicht flächendeckend abgeschlossen, aber der Fortschritt nimmt laufend zu. Laut einer Studie der Rundfunk und Telekom Regulierungs-GmbH kurz RTR von 2021 hatten rund 25 % der österreichischen Haushalte Zugang zu Glasfaser-Internet. Vor allem in größeren Städten ist der Fortschritt des Glasfaser Ausbaus meist weit fortgeschritten. In Österreich gibt es mehrere Unternehmen, die den Glasfaserausbau vorantreiben (A1, Magenta). Die Telekom Austria-Tochter A1, welche in Österreich der größte Anbieter von FTTH ist, hat angekündigt, bis 2025 rund 70 % der österreichischen Haushalte mit Glasfaser-Internet zu versorgen.
Ein wichtiger Schritt zur Förderung des Glasfaserausbaus in Österreich war die Schaffung des „Breitbandmilliarde“-Programms der österreichischen Regierung im Jahr 2020. Dabei werden insgesamt eine Milliarde Euro bereitgestellt, um den Ausbau von Glasfaser-Internet in ländlichen Gebieten zu fördern. Ziel ist es, bis 2030 flächendeckend gigabitfähige Breitbandanschlüsse zur Verfügung zu stellen. Ob dieses Ziel erreicht werden kann bzw. Realistisch gesetzt wurde, bleibt abzuwarten. Zur Verfügung stellen heißt jedoch wahrscheinlich nur, dass die Leitung in der Straße liegt aber einigen die Verbindung bis ins Haus fehlt. Es ist anzumerken, dass der Glasfaserausbau in Österreich auch durch lokale und regionale Initiativen vorangetrieben wird. In einigen Regionen arbeiten Gemeinden und Unternehmen zusammen, um den Glasfaserausbau zu beschleunigen und die Versorgung zu verbessern.
Es gibt vier Hauptfaktoren im Bereich der Kosten beim Ausbau von Glasfaser:
- Geographische Lage: Die Kosten können je nach geographischer Lage variieren. Ein Ausbau in städtischen Gebieten kann einfacher und kosteneffizienter sein als in ländlichen Gebieten, wo der Bedarf an Infrastruktur höher ist und die Entfernungen größer sind.

- Anzahl der Haushalte: Die Kosten pro Haushalt können sinken, wenn mehrere Haushalte angeschlossen werden können. Daher ist der Ausbau in dicht besiedelten Gebieten oft kosteneffektiver.

- Infrastruktur: Die Kosten können variieren, je nachdem ob bereits Infrastruktur vorhanden ist oder nicht. In einigen Fällen müssen neue Infrastrukturen wie Leerrohre und Masten installiert werden.

- Bauarbeiten: Die Kosten hängen auch von den Bauarbeiten ab, die erforderlich sind, um die Glasfaserinfrastruktur zu installieren. Dies kann von der Art des Bodens, in dem gegraben wird, bis zur Schwierigkeit des Baus reichen.

Laut einer Schätzung von Breitband Austria, dem zuständigen Unternehmen für den Glasfaserausbau in Österreich, können die Kosten für den flächendeckenden Ausbau von FTTH in Österreich mehrere Milliarden Euro betragen. Allerdings sind die genauen Kosten schwer vorherzusagen, da sie von verschiedenen Faktoren abhängen. Einige Schätzungen gehen davon aus, dass ein Ausbau in städtischen Gebieten in der Regel kosteneffektiver ist und pro Haushalt zwischen 2.000 und 3.000 Euro kosten kann, während ein Ausbau in ländlichen Gebieten teurer sein kann.

### Schweiz
Im Oktober 2009 einigten sich die wichtigsten Schweizer Netzanbieter in Roundtables unter der Moderation des Bundesamtes für Kommunikation (BAKOM) auf einheitliche Standards für die Verlegung von Glasfaserkabeln zu und innerhalb von Gebäuden. Die Einigung sieht vor, dass zu jedem Teilnehmeranschluss ein Kabel mit mehreren, innerhalb eines Gebäudes vom Hausanschaltkasten bis zur Glasfasersteckdose aber mit vier verschiedenfarbigen Glasfasern verlegt wird (Multifaser-Modell). Damit können bis zu vier Netzbetreiber eigene Netze bis zum Endkunden erstellen, ohne dass für jeden einzelnen Netzbetreiber eine separate Steckdose installiert werden muss. Definiert wurden ein Referenzmodell für FTTH-Netze, Farbcodierungen für Kabel, Installationsanforderungen am Gebäudeeinführungspunkt sowie die Spezifikation an der optischen Telekommunikationssteckdose (OTO) inklusive des Identifkationscodes der OTO.
In der Schweiz gibt es zahlreiche FTTH-Netzbetreiber. Das Bundesamt für Kommunikation (BAKOM) erteilt ihnen jeweils sogenannte FTTH-Betreibernummern, die Bestandteil des Identifikationscodes der OTO sind. Die FTTH-Betreibernummern sind auf der Webpage des BAKOM ersichtlich.  Am 17. Juli 2025 hatten 238 verschiedene Netzbetreiber insgesamt 259 FTTH Betreibernummern gelöst.
| Stichdatum | Anzahl FTTH Betreibernummern | Anzahl verschiedener FTTH Netzbetreiber |
| ---------- | ---------------------------- | --------------------------------------- |
| 27.03.2023 | 243                          | 226                                     |
| 17.07.2025 | 259                          | 238                                     |

FTTH-Netzbetreiber sind vor allem Kabelnetzbetreiber, Fernmeldedienstanbieter, Stadtwerke und Energieversorgungsunternehmen, aber auch Investoren (z. B. Swiss4net), Gemeinden oder Gemeinschaftsunternehmen der vorgenannten Gruppen. Gemeinschaftsunternehmen wurden auch auf Initiative der Kantone (z. B. im Kanton Fribourg FTTH FR SA) oder Regionen (z. B. Danet Oberwallis, Prioris in der Region Luzern West) gegründet, um eine schnelle und umfassende FTTH-Erschließung auch sehr ländlicher Gebiete sicherzustellen. Mehrere FTTH-Netzbetreiber gründeten das Gemeinschaftsunternehmen Swiss Fibre Net, das selbst keine FTTH-Netze baut oder betreibt, aber die fragmentierten, lokalen Glasfaserinfrastrukturen zu einem homogenen, standardisierten, modernen, flächendeckenden und offenen Schweizer Glasfasernetz verbindet und Prozesse und Schnittstellen für Layer-1-Angebote standardisiert. Bis April 2023 hatten sich 53 FTTH-Netzbetreiber entschieden, Netzpartner bei Swiss Fibre Net zu werden, im Juli 2025 waren es bereits 66.
Gemäß dem „European FTTH/B Market Panorama FTTH“ des FTTH Council Europe betrug der Anteil FTTH/B Homes Passed in der Schweiz im September 2024 57,49 % (die Mehrheit davon mutmaßlich FTTH) und der Anteil der FTTH/B Subscriptions 53,05 % der Haushalte. Der regionale Ausbaustand der Glasfasernetze FTTB/FTTH ist im Breitbandatlas des BAKOM ersichtlich, wenn man unter „verfügbare Anschlussarten“ die Rubrik „Glasfaser FTTB/FTTH“ auswählt.
In der Stadt Zürich stellt das Breitbandnetz ewz.zürinet Datenraten von 1 Gbit/s (symmetrisch) für Privatkunden und Geschäftskunden zur Verfügung. In Basel, St. Gallen, Bern, Luzern und weiteren Städten haben die lokalen Energieversorger bis 2020 flächendeckende FTTH-Netze erstellt. Darüber hinaus installieren regionale Stromversorger wie die St. Gallisch-Appenzellische Kraftwerke oder – über das Gemeinschaftsunternehmen FTTH FR SA – Groupe E, Gruyère Energie und IB Murten in ihrem Einzugsgebiet ein flächendeckendes Glasfasernetz. Das Elektrizitätswerk des Kantons Thurgau (EKT) unterstützt lokale Energieversorger Gemeinden im Thurgau Kunden mit Planungs-, Bau- und Betriebsleistungen beim Bau von FTTH-Zugangsnetzen. Endkunden können dabei meist zwischen mehreren Providern, die verschiedene Abo-Kombinationen (Internet, Fernsehen, Telefonie oder Einzel-Abos), Datentarife sowie -raten (meist bis zu 10'000/10'000 Mbit/s) anbieten, auswählen.
Swisscom arbeitet in Basel, Luzern, St. Gallen, Bern, Zürich, Winterthur, Lausanne, Genf und zahlreichen weiteren Gemeinden und Regionen mit den dort ansässigen lokalen FTTH-Netzbetreibern in Kooperationen zusammen. Insgesamt wurden bis Juli 2025 über 90 FTTH-Kooperationen zwischen Swisscom und weiteren FTTH-Netzbetreibern abgeschlossen. Außerdem baut Swisscom weitere Gebiete auch ohne Kooperationspartner aus. Ursprünglich erstellte Swisscom eigene FTTH-Anschlussnetze in der sogenannten Point-to-Point-Architektur (P2P), d. h. mit durchgehenden dedizierten Fasern zwischen Glasfasersteckdose und dem PoP.
Ab 2019 wurden eigene FTTH-Anschlussnetze in der sogenannten Point-to-Multipoint-Architektur (P2MP) erstellt, d. h. zwischen Glasfasersteckdose beim Endkunden und dem PoP wurden an den Distribution Points in der Spleissmuffe Splitter für ein XGSPON-Netz installiert. In diesen P2MP-Netzen ist es nicht möglich, Dritten eine dedizierte Glasfaser zur Verfügung zu stellen. Der Internetdienstanbieter Init7 reichte 2020 eine Klage bei der Wettbewerbskommission (WeKo) ein. Swisscom versuchte, gegen die von der WeKo verhängten vorsorglichen Maßnahmen, die ein Vermarktungsverbot für FTTH-Anschlüsse in P2MP-Anschlussnetzen beinhaltet, gerichtlich vorzugehen, scheiterte aber 2022 in letzter Instanz am Bundesgericht. Aufgrund des zu diesem Zeitpunkt noch laufenden Verfahrens der Wettbewerbskommission zum Netzausbau konnte Swisscom knapp 500’000 mittels Punkt-zu-Multipunkt-Architektur (P2MP) gebaute Glasfaseranschlüsse in die Wohnungen (FTTH) nicht vermarkten. Damit Kunden die schnellen FTTH-Anschlüsse nutzen können, entschied Swisscom, neue Anschlüsse größtenteils in der Punkt-zu-Punkt-Architektur (P2P) zu bauen und bereits bestehende P2MP-Anschlüsse in P2P umzubauen. Der endgültige Entscheid der Wettbewerbskommission vom Dezember 2023 wurde im Juni 2024 veröffentlicht.
Swisscom plant (Stand Mai 2025), bis Ende 2025 insgesamt 57 % der Anschlüsse mit FTTH zu erschließen und bis 2030 die FTTH-Abdeckung auf 75 bis 80 % aller Anschlüsse zu erhöhen.
Seit März 2018 bietet der Schweizer Mobilfunkanbieter Salt Mobile für die meisten Haushalte in der Schweiz mit einem Glasfaseranschluss in der Wohnung (FTTH) basierend auf den Vorleistungen von Swiss Fibre Net (beziehungsweise deren Netzpartnern) und Swisscom ein Internetprodukt an, das sowohl im Downstream wie im Upstream Datenübertragungsraten von bis zu 10 Gbit/s ermöglicht. Auch die Anbieter iWay AG und Swisscom bieten seit Juni 2020 10 Gbit/s auf FTTH an.
Kabelnetzbetreiber, die im größeren Umfang ihre bestehenden Hybrid-Fibre-Coax-Netze durch FTTH ersetzt haben oder ersetzen werden, sind unter anderen GA Weissenstein im Raum Solothurn, Energie Seeland AG, Gemeindebetriebe Muri-Gümligen und GA Grenchen im Quickline-Verbund. Seit Juni 2023 investiert auch der zweitgrösste Kabelnetzbetreiber der Schweiz – die wwz aus Zug – in FTTH Netze.
Im Mai 2020 kündigten Salt Mobile und Sunrise den Ausbau weiterer 1,5 Mio. Haushalte an. Dies entspricht etwa 40 % aller Schweizer Haushalte. Der Ausbau hätte zwischen 2025 und 2027 abgeschlossen werden sollen. Jedoch ließ Sunrise das Vorhaben nach einem Übernahmeangebot von Liberty Global, der Muttergesellschaft des Schweizer Kabelnetzbetreibers upc, fallen. Nach der Fusion der beiden Unternehmen Ende 2020 (unter dem Markennamen Sunrise) konzentrierte sich Sunrise in den Gebieten mit bestehender Kabelnetzabdeckung auf das bestehende HFC (Hybrid Fiber Coax) Netz, mietet aber ausserhalb des eigenen HFC Netzes FTTH Anschlüsse anderer Netzbetreiber.

### Luxemburg
In Luxemburg stellt die POST Luxembourg seit September 2011 ein Glasfasernetz zur Verfügung, welches bereits weit ausgebaut ist. Angeboten werden Datenraten bis zu 1000/500 Mbit. Hierbei werden FTTN (VDSL) und FTTH gemeinsam vermarktet, was für den Verbraucher nicht immer offensichtlich ist. Bei der Technik wurde auf GPON gesetzt.

### Niederlande
In den Niederlanden ist der Netzausbau mit FTTH bereits weit fortgeschritten. In vielen größeren Gemeinden sind alle Haushalte mit eigenen Glasfaseranschlüssen ausgestattet. Weitere Glasfasernetze befinden sich im Aufbau bzw. in der Planungsphase. Als größter Netzbetreiber ist die Firma Reggefiber zu nennen, die im November 2011 144 Gemeinden erschlossen hatten und sich in 31 Gemeinden in der Planungs- bzw. Genehmigungsphase befand. Reggefiber ist ein Joint Venture der Investierungsgesellschaft Reggeborgh und der KPN. Das erklärte Ziel ist es, den Netzausbau stetig voranzutreiben und bis 2015 90 % der Haushalte mit FTTH auszustatten. Die Glasfasernetze sind generell offen für verschiedene Anbieter, die Netzbetreiber treten normalerweise nicht gleichzeitig als Provider auf. Als Provider hat die KPN die höchste Marktdurchdringung.
Es sind typische Triple-Play-Angebote im Programm, kleinere Provider bieten aber auch sehr spezielle Angebote an wie reines Internet mit öffentlichen IP-Adressblöcken für Geschäftskunden. Die Preise sind in europäischem Vergleich günstig – beispielsweise kostet das Triple-Play-Angebot von KPN mit 55 (10 HD) Fernsehsendern, 100 Mbit/s symmetrisches Internet und Flatrate-Telefonie 65 € monatlich.

## Situation in Asien

### Türkei
Die im Jahre 2004 gegründete Firma „Tellcom İletişim Hizmetleri A.Ş.“ war auf dem türkischen Markt von Ende 2007 bis 2012 alleiniger Anbieter für Fibre-to-the-Building (FTTB) und Fibre-to-the-Home (FTTH). Diese Firma ist eine Tochtergesellschaft der Turkcell Group. war zuvor mit der Marke Superonline und ist seit Mai 2011 mit der Marke „Turkcell Superonline“ in der Türkei bekannt.
Zwischen 2007 und 2010 wurden nur in vereinzelten Stadtvierteln der Großstädte Istanbul, Ankara, İzmir und İzmit diese Fiber-Internet-Produkte angeboten. Seit 2010 baut Turkcell Superonline sein Glasfasernetz sehr schnell in vielen Städten der Türkei aus.
Im Juni 2011 konnten Anschlüsse mit 20 Mbps / 5 Mbps (für monatlich ca. 20 Euro); 50 Mbps / 5 Mbps (für monatlich ca. 40 Euro); 100 Mbps / 5 Mbps (für monatlich ca. 80 Euro) und bis zu 1000 Mbps / 20 Mbps (für monatlich ca. 400 Euro) bezogen werden.
Seit 2011 bietet Turkcell Superonline IP-Telefon-Dienste an und seit MTTH-Kunden. Im September 2013 waren es über 500.000 Kunden.
Die Türk Telekom, als alleiniger Besitzer der DSL-Infrastruktur in der Türkei, war vorerst wenig interessiert. Nach erheblichen Kundenverlusten fing sie jedoch ab 2012 an, in diesen Bereich zu investieren und ihr Glasfaserkabelnetz für den privaten Internetanschluss vorzubereiten.

### Japan
FTTH wurde in Japan bereits 1999 eingeführt. Der Durchbruch der Technik fand 2001 statt, vor allem in den Ballungszentren Tokio und Osaka. Am 17. September 2008 gab das Ministerium für Innere Angelegenheiten und Kommunikation bekannt, dass zwischen März und Juni jenes Jahres erstmals die Anzahl der Vertragsabschlüsse für FTTH mit 13,1 Millionen die der DSL-Verbindungen mit 12,3 Millionen überschreitet und mit 45 % den höchsten Anteil an Breitbandverbindungen hat.
Die durchschnittliche Downloadrate beim Endkunden beträgt 66 Mbit/s in ganz Japan und 78 Mbit/s in Tokio. Die Bandbreite betrug anfangs 10 Mbit/s beim Endkunden mittels Passive Optical Network (PON) beim größten Telekommunikationsunternehmen des Landes NTT. 2006 setzte sich zur Übertragung Gigabit Ethernet-PON (GEPON) bzw. Breitband-PON mit 100 Mbit/s im Downstream beim Endkunden durch. Einige Dienste bieten auch 1 Gbit/s und mehr beim Endkunden an.

## Situation in Nordamerika

### USA
In den USA bieten u. a. AT&T, Verizon und Google FTTH an. Wie in Deutschland gibt es bis jetzt nur in wenigen Metropolenregionen Angebote, da die Kosten für die flächendeckende Installation sehr hoch sind. Zumindest im urbanen Raum können Haushalte Internetanschlüsse mit Datenübertragungsraten von 50/5 (down-/upstream) bis 100/10 Mbit/s beziehen. Google bietet auch 1/1 Gbit/s an.

### Kanada
In Kanada bieten mehrere größere Telekommunikationsanbieter wie Rogers Communications, Bell Canada, Bell Aliant oder SaskTel in größeren Städten Angebote an. Die Datenraten bewegen sich zwischen 50 und 200 Mbit/s.